# آوغسبورغ أرينا
آوغسبورغ أرينا (إمبولس أرينا)، حاليًا معروف تجاريًا باسم في في كا أرينا، هو ملعب كرة قدم يقع في آوغسبورغ، ألمانيا، يتسع لجلوس 30,660 متفرج. تم افتتاحه في 26 يوليو 2009. كانت تكلفة إنشاء الملعب 45 مليون يورو. مرحلة ثانية من البناء من الممكن أن توسع السعة إلى 49,000 في المستقبل.

## أهم الأحداث التي استضافها
- كأس العالم للسيدات تحت 20 سنة لكرة القدم 2010
- كأس السوبر الألماني 2010
- كأس العالم لكرة القدم للسيدات 2011